# Лидский, Михаил Викторович
Михаи́л Ви́кторович Ли́дский (род. 21 декабря 1968) — российский пианист, профессор Московской консерватории. Заслуженный работник культуры Российской Федерации (2024).

## Биография
Сын математика Виктора Борисовича Лидского и переводчицы Инны Максимовны Бернштейн. С пяти лет начал играть на фортепиано. В 1975 году приступил к учёбе в музыкальной школе имени Гнесиных (класс М. И. Маршак, а с 1978 года — класс В. М. Троппа). В 1987—1992 годах учился в Институте имени Гнесиных (класс профессора В. М. Троппа).
С оркестром начал выступать с 13 лет, а первый сольный концерт дал в 15 лет. В апреле 1991 года (в 23 года) дебютировал с сольным концертом в Колонном зале Дома Союзов в Москве, в июне выступал в Великобритании, а в декабре дал свой первый сольный концерт в Большом зале Московской консерватории. С этого началась широкая концертная деятельность музыканта.
Михаил Лидский выступает с концертами в Москве и по всех городах России. В Московском Международном Доме музыки начиная с сезона 2007-08 проходит абонемент "Фортепианные вечера с Михаилом Лидским".
С 1996 года преподает в Московской государственной консерватории в качестве ассистента профессора Э. К. Вирсаладзе. С 2003 года ведёт свой класс, а также даёт мастер-классы в российских городах и за рубежом.

## Награды и премии
- 1989 — VIII Всероссийский конкурс пианистов (Кисловодск), I премия, премия Всероссийского музыкального общества и специальный приз за исполнение 2-го концерта Сергея Прокофьева.
- 2024 — Заслуженный работник культуры Российской Федерации (8 февраля 2024 года) — за большой вклад в развитие отечественной культуры и искусства, многолетнюю плодотворную творческую деятельность[2].

## Дискография
- Выпущено более десяти компакт-дисков (из них 6 — компанией «Денон»). В 2018 - полное собрание сонат Николая Мясковского (Moscow Conservatory Studio). В 2023 - запись 32 сонат Бетховена ("Мелодия" MEL CO 1307).